# Imamzada
Imamzada (persa: امام‌زاده, imāmzādeh, 'nascut d'imam') és un mot que, en persa i urdú, designa els descendents dels imams xiïtes i que també es fa servir per referir-se a la tomba d'aquests descendents d'imams.
Moltes vegades algunes imamzades, de limitat interès local, no són realment les tombes de descendents d'imams, sinó la de santons musulmans. Un cas característic d'aquesta situació és la tomba de Shaykh Àhmad Ghazalí, conegut per Imamzada Ahmed, a Qazwin. Moltes de les tombes o imamzades tenen atribuïdes propietats miraculoses. Una de les imamzades més importants és la de Xah Abd-al-Azim prop de Teheran.